# کان کوبایاشی
کان کوبایاشی (انگلیسی: Kan Kobayashi؛ زادهٔ ۲۷ آوریل ۱۹۹۹) بازیکن فوتبال اهل ژاپن است.
از باشگاه‌هایی که در آن بازی کرده‌است می‌توان به باشگاه فوتبال توکیو اشاره کرد.